# Typage
Typage, auch Bonifikateur oder Bouquetier (frz.), ist eine Bezeichnung für Zusätze zu Destillaten aus Wein (Branntwein), um den gewünschten Weinbrand-Typ zu erzielen.
Die holzfassgelagerten Destillate werden nach der Verdünnung auf Trinkstärke mit Zusätzen abgerundet, um dem Fertigprodukt einen weichen Charakter zu geben und eine lange Holzfassreife zu imitieren. Erlaubt ist nach EU-Recht neben  Karamellsirup und Zuckercouleur zur Einstellung der gewünschten Farbe eine Typage, die aus einem Extrakt aus Eichenholzchips, Pflaumen, grünen Walnüssen und gerösteten Mandelschalen bestehen kann.
Anschließend darf, gemäß den Begriffsbestimmungen für Spirituosen, der Gesamtextrakt im Weinbrand jedoch 20 g/l nicht übersteigen. Die Abrundungszusätze sind bei Bränden aus Traubenbeeren, Trester und Hefe nicht erlaubt.